# Němda
Němda (rusky Немда, marijsky Немде, Лемде) je řeka v Kirovské oblasti a v Marijské republice v Rusku. Je dlouhá 162 km. Plocha povodí měří 3780 km².

## Průběh toku
Protéká Vjatským úvalem. Ústí zprava do Pižmy.

## Vodní režim
Zdrojem vody jsou především sněhové srážky. Průměrný průtok vody ve vzdálenosti 22 km od ústí činí 6 m³/s. Zamrzá v polovině listopadu a rozmrzá v polovině dubna.

## Využití
Je splavná pro vodáky.